# Kettengetriebe

Kettentrieb

Kettengetriebe sind Zugmittelgetriebe. Sie übertragen Drehkräfte mit festem oder wechselbarem Übersetzungsverhältnis über eine Kette. Sie arbeiten in der Regel über Kettenräder und zählen zu den formschlüssigen Getrieben. Kraftschlüssige Bauformen sind selten, ebenso Schubkettengetriebe.
Eine Anordnung von An- und Abtriebsrad mit einer umlaufenden Kette wird als Kettentrieb bezeichnet. Kettengetriebe mit in Stufen wechselbarer Übersetzung finden beispielsweise bei Fahrrädern mit Kettenschaltung Anwendung, aber auch früher bei einigen von Richard Küchen konstruierten Motorradmodellen. Lamellenkettengetriebe sind stufenlose Schaltgetriebe. Die Größen der Ketten sind normiert, ihre Maße werden in Zoll angegeben.
Antriebsketten an Motorrädern laufen mit besserem Wirkungsgrad als Kardanwellen, wenn sie in einwandfreiem Zustand sind. Für eine zuverlässige Schmierung sind sie oft als O-Ring-Kette ausgeführt.

## Formschlüssige Kettengetriebe

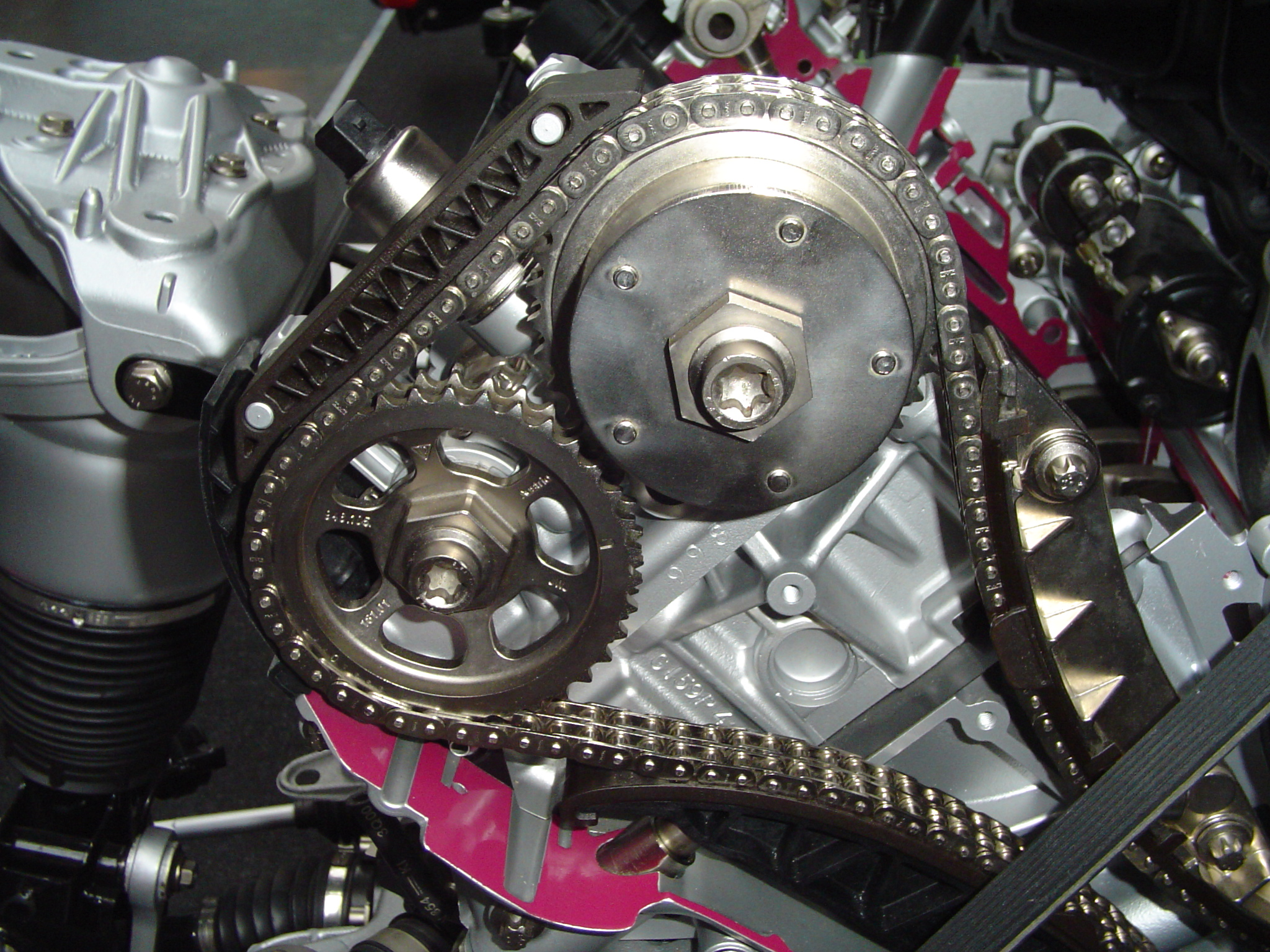
Kette zum Nockenwellenantrieb

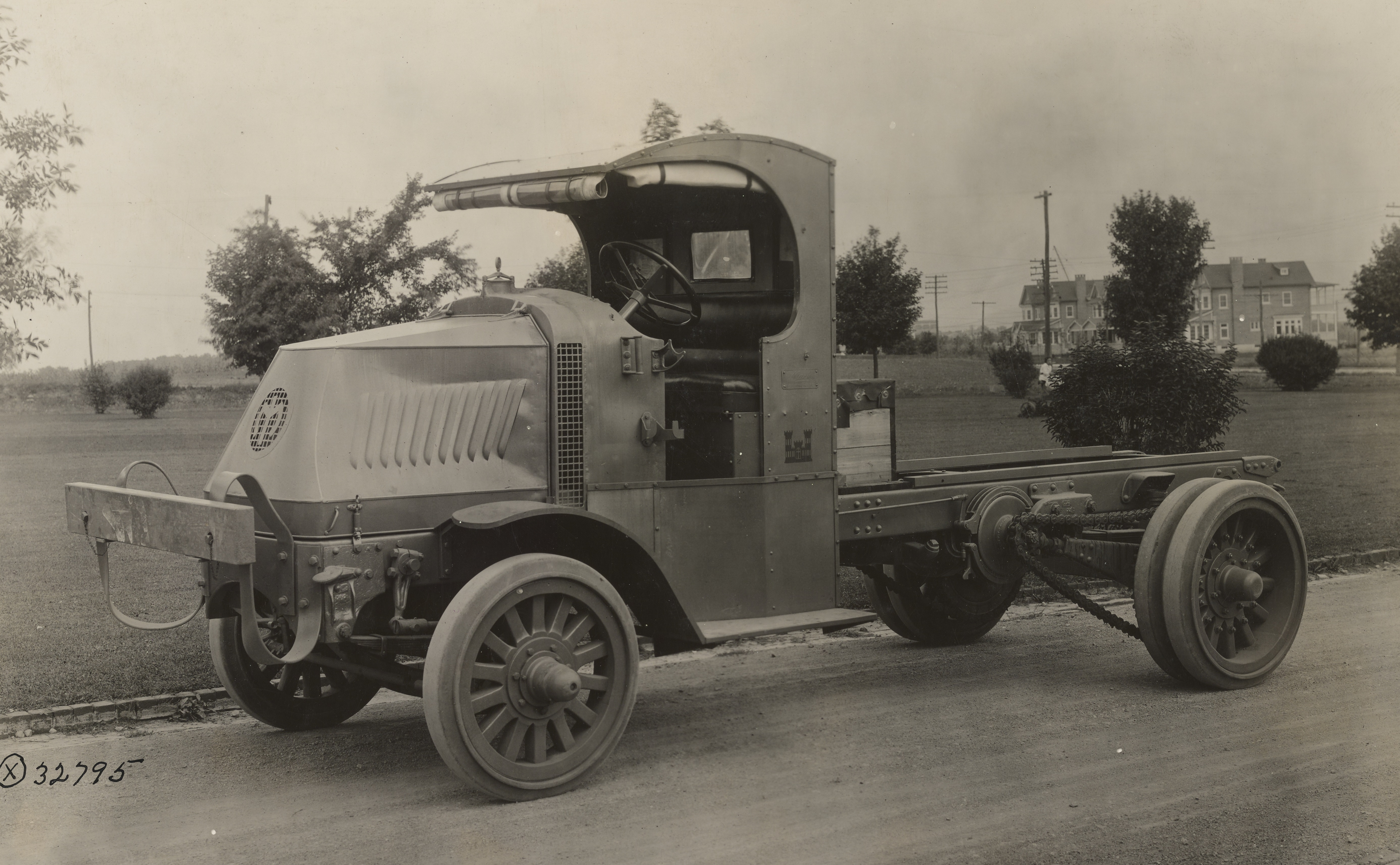
LKW aus den 1920er Jahren mit Kette zum Antrieb der Hinterräder.

Formschlüssige Kettentriebe sind die häufigste Ausführungsform. Als Antriebskette wird hauptsächlich die sogenannte Rollenkette verwendet. Die Innenlaschen werden auf Buchsen aufgepresst, was eine höhere Verschleißfestigkeit verursacht. Als Lärm- und Verschleißminderung werden gehärtete und geschliffene Rollen auf den Buchsen gelagert. Während bei kraftschlüssigen Bewegungsübertragungen (z. B. Riemen- oder Seiltrieb) immer ein gewisses Maß an Schlupf auftritt, bewegen sich beim Kettentrieb die Antriebs- und Abtriebswelle immer völlig synchron zueinander. In der Kfz-Technik wird daher die Nockenwelle, die stets in einem festen Winkelverhältnis zur Kurbelwelle stehen muss, üblicherweise über eine Kette oder einen Zahnriemen angetrieben.

### Vergleich form- und kraftschlüssige Getriebe
Vorteile der formschlüssigen Kraftübertragung
- Ein Kettentrieb braucht keine größeren Reibflächen zur Kraftübertragung, wie z. B. Riementriebe (Ausnahme Zahnriemen), daher sind kleinere (Zahn-)Scheibendurchmesser möglich.
- Es ist keine Vorspannung nötig, was die Lager der Wellen entlastet.
- Es können je nach Anwendung wesentlich größere Kräfte übertragen werden.
- Da sich die Kette beim Umlauf kaum elastisch verformt sind kleinere Umschlingungswinkel und Achsabstände möglich.
- Die Lebensdauer gut geschmierter Kettentriebe ist hoch, verglichen mit anderen Transmissionssystemen
- keine Wartung erforderlich (falls Kettentrieb im Ölkreislauf des Motors integriert ist, so ist Schmierung gewährleistet, und über die Motorlebensdauer ist kein aufwendiger Steuertriebswechsel wie z. B. beim Zahnriemen erforderlich)

Nachteile der formschlüssigen Kraftübertragung
- Kettentriebe haben höhere Laufgeräusche.
- Die Kette umschlingt die Zahnscheibe nicht rund, sondern vieleckig, so dass das umlaufende Kettensegment kürzer ist als der beschriebene Kreisbogen. Das führt zu einer diskontinuierlichen Kraftübertragung – die getriebene Welle wird abwechselnd beschleunigt und gelöst, was zu hohen Trumkräften führen kann. Durch höhere Zähnezahlen lassen sich diese als Polygon-Effekt bezeichneten longitudinalen Schwingungen verringern.
- Senkrecht stehende Wellen lassen sich nicht gut mittels Kettentrieb verbinden, denn die Kettenlaschen würden einseitig an der Scheibenstirn reiben. Bei senkrecht übereinanderstehenden, quer gelagerten Wellen hängt die Kette am unteren Rad durch, was ungünstigere Laufeigenschaften zur Folge haben kann. Ideal ist eine leicht schräg versetzte Anordnung.
- Schwingungen – vor allem auf der rücklaufenden Kettenstrecke – müssen teilweise durch zusätzliche (teils gefederte Dämpfer) oder Spannrollen verringert werden.

### Kettengetriebe eines Fahrrades

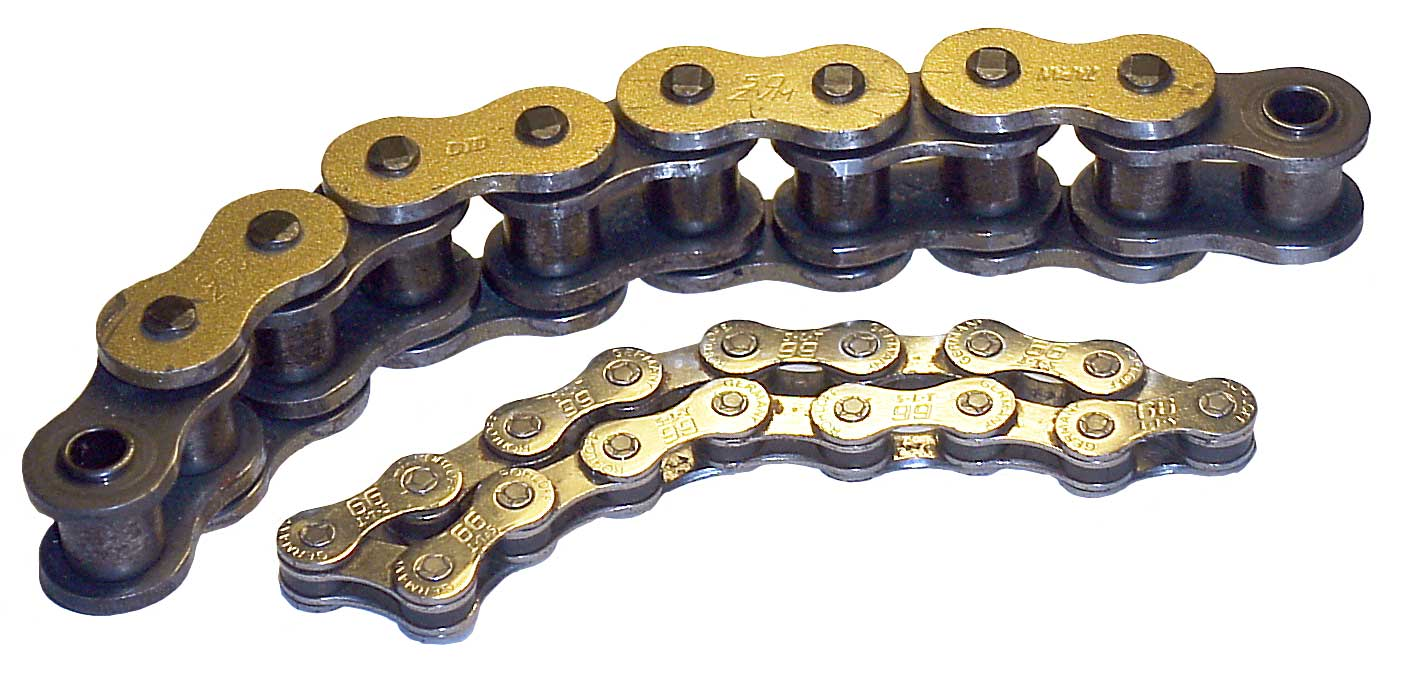
Motorrad- und Fahrradkette

Formschlüssige Kettengetriebe werden auch beim Fahrrad eingesetzt. Dort hat sich die Fahrradkette gegenüber allen anderen Kraftübertragungen (Kardanwelle usw.) durchgesetzt. Ein Nachteil der Kraftübertragung durch die Kette ist der Umstand, dass die Übersetzung nicht stufenlos gewählt werden kann. Im Radsport hat dies vor allem dazu geführt, dass Kettenschaltungen in den letzten Jahrzehnten besonders mit einfach abgestuften Zahnkranzpaketen nachgefragt wurden, welche vom Handel wegen der technischen Weiterentwicklung von Kette und Ritzeln mittlerweile in großer Auswahl angeboten werden (9- und 10-fach-Kassetten, seit 2008 auch 11-fach).

## Kraftschlüssige Kettengetriebe
Bei der Kraftübertragung ohne Formschluss kommen sogenannte Gliederkettentriebe zum Einsatz. Sie arbeiten in der Regel kraftschlüssig und werden daher nicht den Kettentrieben zugeordnet, sondern folgen dem Arbeitsprinzip von Riemengetrieben.
Als Ausnahme sind formschlüssige Lamellenkettentriebe zu nennen, wie z. B. das stufenlose PIV-Getriebe, bei dem eine Kette mit seitlich verschiebbaren Laschen in die radialen Nutenzähne zweier Kegelscheibenpaare greift. Zahn und Lücke eines Scheibenpaares stehen sich gegenüber.

## Kettengetriebe als Wechselgetriebe
In Kraftfahrzeugen wurden Kettengetriebe auch als Wechselgetriebe verwendet. Bekannte Beispiele hierfür sind die von Richard Küchen konstruierten vierstufigen Motorrad-Getriebe in den Baumustern Zündapp K 800, Zündapp KS 601 (und KS 600) sowie Victoria Bergmeister und Hoffmann Gouverneur. Bei „Kettengetrieben verwendet man an Stelle der Zahnräder Kettenradpaare, die wie Zahnrädergetriebe ebenfalls durch Klauen oder Stifte geschaltet werden. Da jedoch eine Verschiebung der Kettenräder nicht möglich ist, sind … Schaltkupplungen notwendig.“ „Räder und Ketten sind im ständigen Eingriff und werden beim Schalten nicht verschoben. Die Mitnahme der Vorgelegewelle erfolgt durch Verschieben von Schaltklauen, die dabei in die Klauen der Räder auf  der Vorgelegewelle eingreifen.“ Die Kettenräder auf der Getriebehauptwelle sind mit ihr fest verbunden. „Als Übertragungsmittel dienen endlose Zweifach-Hülsenketten mit meist 3/8″-Teilung.“

## Stufenlose Kettengetriebe
Es gibt auch Kettengetriebe mit stufenlos veränderlicher Übersetzung, bei denen eine Lamellenkette zwischen je zwei Scheiben mit kegeligen Flanken auf der Antriebs- und Abtriebsseite läuft.
Das PIV-Getriebe Positive Infinitely Variable ist ein Lamellenkettengetriebe mit einer Kette, deren seitlich verschiebbare Lamellen Formschluss mit zwei genuteten stumpfen Kegelscheiben haben.
Die multitronic von Audi arbeitet mit glatten Kegelscheiben und einer Laschenkette mit Wiegegelenken. Die Gelenkbolzen stehen seitlich über und übertragen die Kettenkraft durch Reibung (kraftschlüssig) auf die Scheiben.
Durch die Veränderung des Abstandes zwischen den Kegelscheiben kann die Übersetzung verstellt werden; je eine der Kegelscheiben ist fest, während die andere verschoben werden kann. Verstellt werden sie mechanisch oder hydraulisch. Der Öldruck im Hydrauliksystem wird drehmomentabhängig so geregelt, dass die Kette nicht durchrutscht, da ansonsten das Getriebe zerstört werden kann.
Derartige Getriebe wurden in Werkzeugmaschinen und anderen Industrieantrieben verwendet. In jüngerer Zeit gab es stattdessen mehr und mehr umrichtergesteuerte Elektroantriebe.
Als Automatikgetriebe in Personenkraftwagen ermöglichen stufenlose Kettengetriebe ein Fahren ohne Schaltrucke. Ihr wesentlicher Nachteil ist der kleine Wirkungsgrad, der zwischen Motor und Reifen etwa 60 % beträgt, mit Zahnradschaltgetriebe liegt er bei ca. 85 %. Inzwischen sind keine neuen Fahrzeuge mit diesen Antrieben mehr auf dem Markt.

## Verschleiß
Als Verschleißgrenze von Antriebsketten werden häufig ca. 2 % der Kettenlängung angegeben. Ein ungleichmäßiger und unsicherer Lauf von stärker gelängten Ketten kann auch durch Spannelemente nicht mehr ausgeglichen werden.
Wenn auf eine gleichmäßige Abnutzung aller Zähne des Kettenrads Wert gelegt wird, sollten Kettenglied-Anzahl und Zähnezahlen teilerfremd sein, damit nicht regelmäßig dieselben Bolzen in dieselben Zahnlücken greifen.
Es kann allerdings argumentiert werden, dass Kettenräder mit einer geraden Anzahl von Zähnen einem geringeren Verschleiß unterliegen, wenn sichergestellt werden kann, dass die inneren und äußeren Laschen der Kette nach einer Demontage jeweils wieder an den gleichen Zähnen zu liegen kommen. Im Gegensatz zum Abstand der Kettenbolzen an einer äußeren Lasche verändert sich der Abstand der Bolzen an einer inneren Lasche trotz fortschreitendem Verschleiß nicht. Bei Vorliegen der genannten Voraussetzungen wird sich dementsprechend nur an jedem zweiten Zahn ein erhöhter Verschleiß einstellen.

## Einzelbelege
1. ↑  Siegfried Rauch, Frank Rönicke: Männer und Motorräder. Motorbuch Verlag, Stuttgart 2008. ISBN 978-3-613-02947-7. Seite 93. DNB 988440415
2. ↑  Joachim Penz, H. Trzebiatowsky In: Hans Trzebiatowsky: Motorräder, Motorroller, Mopeds und ihre Instandhaltung. Pfanneberg, Giessen 1955. Seite 292.
3. ↑  Joachim Penz, H. Trzebiatowsky In: Hans Trzebiatowsky: Motorräder, Motorroller, Mopeds und ihre Instandhaltung. Pfanneberg, Giessen 1955. Seite 292.
4. ↑  Willi Thoelz: Motorrad und Motorroller. R. C. Schmidt, Braunschweig, 4. Auflage 1957. Seite 258.
5. ↑  Joachim Penz, H. Trzebiatowsky In: Hans Trzebiatowsky: Motorräder, Motorroller, Mopeds und ihre Instandhaltung. Pfanneberg, Giessen 1955. Seite 293.